# Arctostaphylos incognita
Arctostaphylos incognita är en ljungväxtart som beskrevs av J. E. Keeley, A. Massihi, J. Delgadillo Rodriguez och S. A. Hirales. Arctostaphylos incognita ingår i släktet mjölonsläktet, och familjen ljungväxter. Inga underarter finns listade i Catalogue of Life.